# Норвегия на летних Олимпийских играх 1928
Норвегия принимала участие в Летних Олимпийских играх 1928 года в Амстердаме (Северная Голландия, Нидерланды) в шестой раз за свою историю, и завоевала одну золотую, две серебряных и одну бронзовую медали.

## Медалисты
| Медаль  | Спортсмен                                       | Вид спорта      | Дисциплина                      |
| ------- | ----------------------------------------------- | --------------- | ------------------------------- |
| Золото  | Кронпринц Улаф Ёхан Анкер Эрик Анкер Хокон Брён | Парусный спорт  | Класс «6 м»                     |
| Серебро | Хенрик Роберт                                   | Парусный спорт  | Монотип 12 футов                |
| Серебро | Бьярт Ординг Артур Квист Эуген Йохансен         | Конный спорт    | Троеборье, командное первенство |
| Бронза  | Олав Сунде                                      | Лёгкая атлетика | Мужчины, метание копья          |